# Сапаргалиев, Махмуд Сапаргалиевич
Махмуд Сапаргалиевич Сапаргалиев (каз. Махмұт Сапарғалиұлы Сапарғалиев; 10 мая 1910, Уральская область, Российская империя — 1 мая 1970, Алма-Ата, Казахская ССР, СССР) — советский казахский государственный и партийный деятель, учёный-юрист. Кандидат юридических наук (1945).

## Биография
Родился 10 мая 1910 в Уральской области Российской империи (ныне территория Жангалинского района Западно-Казахстанской области Казахстана). Член ВКП(б) с 1939.
С 1925 года — делопроизводитель Джангалинского районного комитета РКП(б) — ВКП(б), заведующий Учётным отделом Букеевского уездного комитета ВЛКСМ (Казакская АССР). Одновременно работал преподавателем в школе.
В 1929 году окончил среднюю школу в Орде, в 1930 году окончил годовой курс Института народного просвещения РСФСР.
В 1930-1936 годах инспектор в медтехникуме, преподаватель, заместитель начальника областного земельного управления, начальник отдела областного исполнительного комитета Уральской области.
В 1938—1940 гг. — референт Управления делами СНК Казахской ССР, заместитель управляющего делами СНК Казахской ССР, управляющий делам СНК Казахской ССР.
В 1941 году окончил Алма-Атинский юридический институт (экстерном). Одновременно в 1940—1941 работал преподавателем в данном вузе.
В 1941—1942 гг. — директор геолого-поисковой партии комбината «Казахстаннефть».
В 1942—1943 гг. — 1-й секретарь Макатского районного комитета КП(б) Казахстана (Гурьевская область). В 1943—1944 — заместитель председателя Исполнительного комитета Гурьевского областного Совета.
В 1944 году — 1-й заместитель председателя Государственной плановой комиссии при СНК Казахской ССР. В 1944—1945 — народный комиссар коммунального хозяйства Казахской ССР.
В 1945-1953 — народный комиссар — министр торговли Казахской ССР.
В 1945 году — кандидат юридических наук.
В 1953—1955 — заведующий Сектором права Академии наук Казахской ССР. Участвовал в выпуске «Истории Казахской ССР».
В 1955—1958 (по январь) — председатель Исполнительного комитета Джамбульского областного Совета. С января 1958 по декабрь 1959 — 1-й секретарь Джамбульского областного комитета КП Казахстана.
В 1959—1961 (по май) гг. — министр внутренних дел Казахской ССР.
В мае 1961 года — 2-й секретарь Целинного краевого комитета КП Казахстана.
С 1961 года — старший научный сотрудник Института философии и права Академии наук Казахской ССР.
В 1966 году опубликовал монографию по истории судебных учреждений Казахстана, которая стала первой фундаментальной работой по истории советского суда в республике, охватывавшей возникновение, формирование и развитие судебных органов в Казахстане с 1917 по 1965 года.
Скончался 1 мая 1970 года. Похоронен на Центральном кладбище Алма-Аты.
В связи с преждевременной кончиной ученого, учитывая научную ценность исследования, подготовленного им для защиты степени д.ю.н., в 1971 году Президиум АН КазССР принял решение об издании рукописи докторской диссертации.
Награждён 2 орденами Трудового Красного Знамени, несколькими медалями.